# Moa-Nalos
Die Moa-Nalos waren flugunfähige endemische Entenvögel (Anatidae) der Hawaii-Inseln.
Das Wort Moa-Nalo setzt sich zusammen aus Hawaiisch „Moa“ für Geflügel und „nalo“, was verloren oder vergessen heißt.

## Lebensweise
Vor der Ankunft des Menschen auf dem hawaiischen Archipel waren die Moa-Nalos die größten Pflanzenfresser der Inselgruppe und nahmen eine ähnliche ökologische Nische ein wie die verschiedenen Riesenschildkrötenarten auf den Maskarenen, den Seychellen und den Galapagosinseln. Sie waren darauf spezialisiert, Pflanzenfasern im hinteren Dickdarm zu verdauen.
Die Art Kauai-Moa-Nalo (Chelychelynechen quassus) hatte einen hohen, breiten Schnabel, der – ähnlich einem Schildkrötenmaul – dem Abweiden von Kräutern diente. Die längeren nach unten gebogenen, spitzen Schnäbel der anderen Moa-Nalo-Arten hatten knöcherne Pseudozähne, um Gras und Zweige fressen zu können. Als Abwehr gegen die Moa-Nalos wie auch gegen die Hawaiigänse (Nēnēs) hat zum Beispiel die zu den Lobelioideae (Lobeliengewächsen) gehörende Pflanzengattung Cyanea Stacheln sowie unterschiedlich aussehende Blätter (Heterophyllie) entwickelt.

## Beschreibung
Der Schultergürtel und die Flügel waren extrem reduziert, noch stärker als bei den Riesengänsen der Gattung Cnemiornis auf der neuseeländischen Südinsel. Auch der Brustbeinkamm fehlte völlig. Die Hinterbeine waren entsprechend stärker ausgebildet. Ihre Knochen sind durchweg sehr groß und kräftig. Schlüssel- und Rabenbein sind deutlich zurückgebildet. Bei einem Teil der Arten ist das Rabenbein entweder mit dem Schulterblatt, mit dem es einen rechten Winkel bildet, oder mit dem Brustbein verwachsen. Das Gabelbein ist sehr schwach ausgebildet und fehlt möglicherweise bei einer Population. Die Flügelknochen sind sehr klein im Vergleich zur Größe der Vögel und oft deutlich verformt. Elle und Speiche sind oft zu einem einzigen Knochen verwachsen, die Lücke zwischen den beiden Knochenteilen des Carpometacarpus ist oft geschlossen und dieser Knochen ist oft mit der ersten Phalanx des großen Fingers verwachsen. Die Schnäbel sind groß, kräftig und ungewöhnlich geformt.

## Äußere Systematik
Wegen der extremen Rückbildung der Flügel und des Schultergürtels ist eine systematisch korrekte Einordnung der Arten schwierig. Olson und James vermuteten 1991 aufgrund der Form der Syrinx, dass es sich bei den Moa-Nalos eher um Enten (Anatinae) als um Gänse (Anserinae) handeln müsse. Livezey kam 1996 durch Untersuchung des Skeletts zu dem Ergebnis, dass sie eine Schwestergruppe der Gänse und Schwäne seien. 1999 wurde durch genetische Untersuchungen festgestellt, dass ihre nächsten lebenden Verwandten die Schwimmenten (Anatini) sind.

## Verbreitungsgeschichte
Die Moa-Nalos spalteten sich vermutlich vor über drei Millionen Jahren von den übrigen Schwimmenten (Anatini) ab. Das heißt, dass sie vermutlich damals Kauaʻi und/oder Oʻahu erreichten und später eine Art, die noch nicht ganz flugunfähig war, nach Molokai auswanderte, von wo aus sie im Pleistozän zu Fuß die Inseln Lanai und Maui erreichen konnte, die damals mit Molokai eine zusammenhängende Insel bildeten. Hawaii konnte sie nie besiedeln, da sie bei der Entstehung dieser Insel längst völlig flugunfähig war.
Die Moa-Nalos wurden etwa vor 1600 Jahren als eine der ersten Vogelarten der Inselgruppe von den polynesischen Siedlern ausgerottet.

## Arten
- Der Kauai-Moa-Nalo (Chelychelynechen quassus Olson & James, 1991) lebte auf Kauai.
- Der Moa-Nalo (Thambetochen chauliodous Olson & Wetmore, 1976) lebte auf Molokai, Maui und Lanai.
- Der Oahu-Moa-Nalo (Thambetochen xanion Olson & James, 1991) lebte auf Oʻahu.
- Der Maui-Moa-Nalo (Ptaiochen pau) lebte auf Maui.